# پیل بغداد

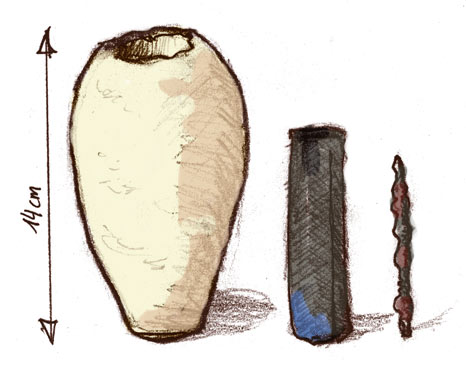
باتری اشکانی

پیل اشکانی یا سلول اشکانی یا باتری اشکانی، باتری در امپراتوری اشکانیان (درمناطقی که امروزه جزو ایران کنونی است) ساخته شده‌است.
فرضیه‌های ارائه شده در زمینه یافته‌های باستان‌شناسان همگی بر این مطلب صحه گذاشته‌اند که این مجموعه در راستای کاربردهای الکتروشیمیایی از آن میان آبکاری الکتریکی فلزها ساخته شد که کشف ظرف‌های آبکاری‌شده در نزدیکی محل کشف این باتری، تأییدی بر این مطلب است؛ یافته‌ای که به نوبه خود از یک جهش علمی تاریخی سرگذشت دارد.

## ویژگی‌های باتری
باتری کشف‌شده دربرگیرنده یک کوزه سفالی تخم‌مرغی شکل به بلندی ۱۴، قطر ۸ و دهانه ۳ / ۳ سانتیمتر است که یک میله آهنی به درازای ۵ / ۷ سانتیمتر به گونه ستونی در بخش میانی آن است و نقش قطب منفی باتری (کاتد) را بر دوش دارد. پیرامون این میله آهنی یک استوانه مسی به درازای ۸ / ۹ و قطر ۶ / ۲ سانتیمتر قرار گرفته که به کمک قیر در جای خود محکم شده‌است. در بخش دهانه باتری از قیر برای آب‌بندی باتری بهره‌گیری شده‌است. میله‌های سیمی شکل برنزی یا آهنی که در نزدیکی محل مورد بررسی یافت شده‌اند، می‌توانسته‌اند نقش اتصال را بازی کنند. دربارهٔ الکترولیت به نظر می‌رسد از محلول‌های مس، سرکه و آبلیمو بهره‌گیری می‌شده‌است. با در نظر گرفتن این واقعیت که اسید استیک و اسید سیتریک به خوبی برای آن‌ها شناخته شده بوده‌است، می‌توان پنداشت که چه بسا از این محلول‌ها نیز بهره‌گیری می‌شده‌است.
به گونه تئوری ولتاژ باتری بغداد حدوداً برابر ۷۹/۰ ولت است، ولی با آزمایش‌های انجام شده به کمک باتری همانندسازی شده اشکانیان و به‌کارگیری محلول‌های الکترولیت گوناگون نشان داده شده که چنین باتری‌ای تنها توانا است ولتاژ ۵/۰ ولت را فرآوری کند. جریان الکتریکی به دست آمده از این باتری هم در نزدیک چند میلی‌آمپر است.

## کاربردها
کاربرد این مجموعه جهت فرآوری جریان الکتریکی (فرضیه منبع نیرو)، آبکاری الکتریکی زر بر دیگر فلزات (فرضیه آبکاری زر) و بهره‌گیری در درمان امراض با شوک الکتریکی (فرضیه کاربرد پزشکی) شده که همگی مؤید کاربری این مجموعه در مصارف الکتروشیمیایی است.